# Eric Murdock
Eric Lloyd Murdock (ur. 14 czerwca 1968 w Somerville) – amerykański koszykarz, występujący na pozycji niskiego rozgrywającego.
W sezonie 1992/1993 zajął drugie miejsce w głosowaniu na największy postęp sezonu NBA.

## Osiągnięcia
NCAA
- 2-krotny uczestnik turnieju NCAA (1989, 1990)
- Zaliczony do składów[2]:
  - All-American Second Team (1991)
  - All-AAC First Team (1991)
  - AAC All-Tournament Team (1991)

NBA
- Uczestnik konkursu rzutów za 3 punkty (1994)[3]

Inne
- Wicemistrz Włoch (1997)